# Circus Bodoni
Circus Bodoni is het vijfde stripalbum uit de reeks Steven Sterk. Het scenario voor dit verhaal komt van Peyo en Gos. François Walthéry tekende het verhaal.

## Verhaal
Er is een circus in Blijdenburg. Steven maakt kennis met Mona Bodoni, de dochter van de uitbaters van het circus. Die blijken arm te zijn. Steven wil ze helpen. Met zijn enorme kracht kan hij het circus nieuw leven in blazen. De klanten stromen toe en het circus breidt uit. Dat ontgaat ook een zekere Florini niet. Hij is de eigenaar van een zeer groot circus en wil Steven graag kopen, maar die weigert. Florini wordt letterlijk buitengegooid door kleine Steven.
Een tijd later komt een journalist Steven interviewen. Hij neemt foto's terwijl Steven een auto optilt. De foto's blijken echter voor afpersing te dienen: de auto blijkt betrokken in een misdrijf en de foto's zouden kunnen suggereren dat Steven of het circus iets met de misdaden te maken heeft. Een afperser komt de foto's tonen en belooft ze pas aan de Bodoni's te geven als ze 100.000 dollar betalen. Ze vermoeden dat Florini daar achter zit en ze zoeken hem op. Hij beweert er echter niets mee te maken te hebben en geeft zelfs het bedrag aan Bodoni op voorwaarde dat Steven één seizoen bij hem komt werken. Er wordt een schuldbekentenis getekend en Steven gaat effectief voor Florini werken.
De afperser, Schraper genaamd, blijkt maar al te goed gezonden te zijn door Florini. Schraper krijgt de originelen van de foto's en moet de 100.000 dollar ophalen in ruil voor de film. Hij ontvangt het geld, maar houdt het voor zich. Bovendien maakt hij Steven stiekem duidelijk dat Florini bedrog heeft gepleegd. Steven gaat kijken in Florini's kantoor, opent de brandkast met zijn kracht en vindt er kopieën van de foto's. Kwaad gaat hij naar Florini, maar Schraper steelt ondertussen de schuldbekentenis, het enige dat Steven verbindt aan Florini. Daarmee kan hij ook Florini chanteren.
Florini loopt snel naar zijn bureau, maar Schraper is al weg. Steven en Florini gaan Schraper achterna, maar hij blijkt al verhuisd te zijn. Zijn ex-hospita weet dat hij nu in Eldorp is, maar ze heeft geen adres. Steven gaat weer naar Bodoni en samen gaan zij naar Eldorp, waar ook Florini al is aangekomen. Mona en Steven gaan op onderzoek en komen het adres van Schraper te weten. Een spion van Florini heeft het echter ook gehoord, maar Steven en Mona zijn sneller. Steven neemt Schraper de schuldbekentenis en het geld af. Florini's mannen proberen het nog af te pakken, maar Steven slaat ze ineen. Dan wordt hij plots verkouden en verliest al zijn kracht. Met Mona vlucht hij naar boven in Schrapers nieuwe woning. Ze klauteren uit het raam. Mona, die zelf een koorddanser is, neemt Steven op de schouders en loopt over een stelling tussen het huis en een volgend huis. Daar kunnen ze ontsnappen aan hun enige achtervolger: Florini.
Later gaan Steven en Bodoni nog naar Florini en geven hem het geld terug. Hij raakt ontroerd en stelt Bodoni voor samen een circus uit te bouwen. Als Bodoni-Florini een feit is, keert Steven terug naar Blijdendorp. De directeurs Bodoni en Florini moeten op zoek naar een andere sterke jongen.